# Kangerlussuaq
Kangerlussuaq (danska: Søndre Strømfjord), är en by på Västra Grönland vid slutet av fjorden med samma namn, nära Sisimiut. Orten ligger i höjd med polcirkeln omkring 170 kilometer från västkusten, men endast 30 kilometer från inlandsisen.
Från 1941 till 1992 var Kangerlussuaq bas för den amerikanska militärbasen Bluie West Eight. Idag har orten runt 500 invånare.
Kangerlussuaq har den största flygplatsen på Grönland, Kangerlussuaq flygplats, med kapacitet upp till plan av Boeing 747:s storlek. Flygplatsen var tidigare mycket viktig med avgångar till bland annat Köpenhamn. Efter invigningen av den nya landningsbanan på Nuuk flygplats den 28 november 2024 har flygplatsen i Kangerlussuaq förlorat sin betydelse och hanterar bara inrikestrafik. Man kan också komma direkt till Grönland via Narsarsuaq flygplats i sydgrönland, dock bara med en avgång i veckan. 
De låga nederbördsmängderna och den vindskyddande naturen kring byn vid fjorden har gjort att orten har bra flygklimat i det annars hårda arktiska klimatet med temperaturer under -40ºC, och bara lite snö.
Det finns ett rikt djurliv runt Kangerlussuaq med myskoxe, renar, fjällräv, falk, örnar och korpar. I Kangerlussuaq kan man ofta skåda ett mycket tydligt norrsken under vinterhalvåret.
Kangerlussuaq har bland annat hotell, affär, simhall, dagis och skola. Detta samt den storslagna naturen har gjort det till ett populärt turistmål.